# Igreja de Nossa Senhora da Graça (Nadrupe)
A Igreja de Nossa Senhora da Graça situa-se em Nadrupe, na freguesia da Lourinhã.
Construída em 1869, pelo voto dos habitantes do lugar a Nossa Senhora por esta os ter livrado da epidemia da febre-amarela, é uma construção muito simples.[carece de fontes?]
A fachada de empena de bico, de modelo clássico, apresenta um janelão sobre a porta principal. A torre sineira que se adossa à frontaria, no seu lado esquerdo, tem porta para o adro.
Nas obras de 1989 foram as meias paredes da nave e capela-mor revestidas a mármore.